# Láser de cristal líquido

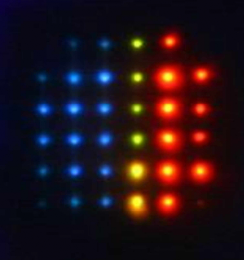
Figura 1. Ejemplo de LCL, el láser es filtrado por un cristal líquido de campo gradiente.

Los láseres de cristal líquido, también conocidos como LCL (Liquid Crystal Laser), son un nuevo tipo de láseres pensados para la reproducción de colores o representación de imágenes. El conjunto que forma el LCL consta de un flujo láser de entrada, una matriz de lentes y un celda de cristal líquido.

## Historia
La retroalimentación distribuida utilizando la reflexión de Bragg de una estructura periódica en lugar de espejos externos se propuso por primera vez en 1971, se predijo teóricamente con cristales líquidos colestéricos en 1978, se logró experimentalmente en 1980, y se explicó en términos de una banda prohibida fotónica en 1998. Una patente de los Estados Unidos expedida en 1973 describió un láser de cristal líquido que usa «un medio láser líquido que tiene retroalimentación distribuida interna en virtud de la estructura molecular de un material de cristal líquido colestérico».

## Funcionamiento
El funcionamiento del LCL se basa principalmente en la matriz de lentes y el cristal líquido. Su funcionamiento es relativamente sencillo:
1. Se inyecta un láser de 430 nm de longitud de onda en la matriz de lentes.
2. Cada lente enfoca el láser y lo convierte en un haz láser extremadamente delgado, obteniendo así 100 flujos láser enfocados.
3. Cada haz resultante pasa por la celda de cristal líquido, al pasar por el cristal líquido este cambia su longitud de onda, de manera que su color variará en función de la orientación del cristal líquido en el punto en que es atravesado por cada flujo láser.
LCL es capaz de proyectar diferentes colores con un mismo flujo láser gracias a que cristal líquido se excita con un campo de gradiente, de manera que puede haber variaciones dentro de una misma celda al contrario que en LCD, donde cada celda de cristal líquido actúa como llave de paso de la luz.
Gracias a la flexibilidad del cristal líquido y la pureza del láser es capaz de alcanzar un gran rango de colores (longitudes de onda) y contrastes superiores a 30.000:1 en televisores.

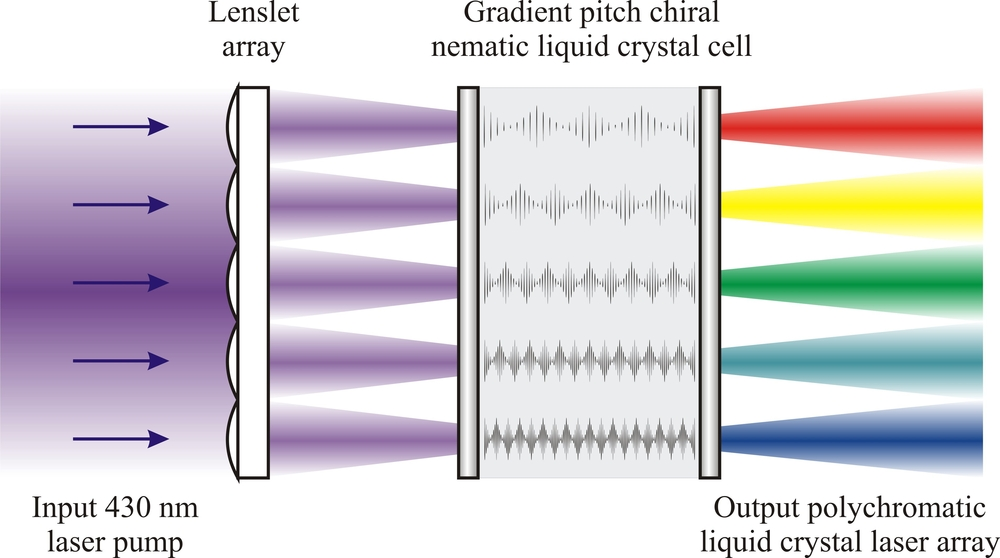
Figura 2. Ejemplo del funcionamiento del LCL.

## Características

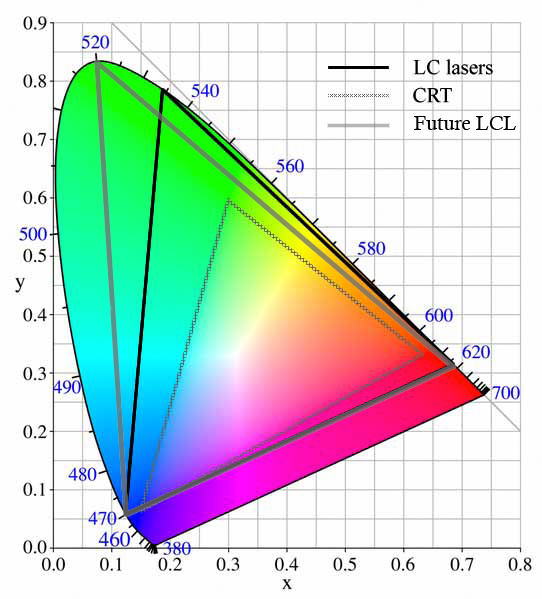
Figura 3. Comparativa entre el rango alcanzado por LCL contra los monitores CRT.

Los LCL ofrecen muchas ventajas en relación con las tecnologías láser convencionales.
- Rango de colores muy amplio, casi tres veces mayor que las pantallas convencionales (Figura 3).
- Mayor resolución de pantalla y una relación de contraste y saturación de color excelente. La coherencia de los sistemas de visualización basados en láser también facilitan las oportunidades de proyección de vídeo holográfico.
- Proyección en nonplane (la superficie es trivial), LCL no necesita una superficie determinada para reproducir una imagen ya que los rayos de luz son paralelos entre sí, de manera que observaremos la misma imagen independientemente de la distancia a la que es proyectada.
- Luz pura y estable gracias a que no hay variaciones en su modo de emisión.
- Tamaño reducido, el tamaño del láser no supera el ancho de un cabello, esto permite mayores resoluciones en pantallas más pequeñas.
- Soluciona los problemas de speckle de los láseres comunes mediante la matriz de lentes y el uso de pulsos de corta duración en la emisión.
- Bajo coste de fabricación, esto se debe a que en los actuales sistemas de representación láser de imágenes RGB (Mitsubishi LaserVue) se utiliza un láser para cada componente, en cambio en LCL solo utiliza un láser para representar una matriz de 10x10 “pixeles” con una amplia gama de colores.

## LCL vs Láseres semiconductores
Los LCL tienen muchas ventajas respecto a los láseres semiconductores. En primer lugar, podemos la longitud de onda a la salida del láser con un simple ajuste a la banda fotónica del cristal líquido. Además, el speckle puede reducirse mediante el uso de una fuente láser de longitud de onda corta o mediante el ajuste del material de cristal líquido para crear una mayor anchura de línea para la iluminación de salida. Por último, sólo una fuente láser es necesaria para LCL, reduciendo los costes del sistema y su complejidad.

### Ventajas
— A diferencia de proyectores, la profundidad de foco es ilimitada. Estos beneficios son el resultado del hecho de que los rayos láser son colineales, una característica que no está presente en los proyectores de la lámpara.
— Para acceder a todos los valores de cromaticidad presentes en el diagrama CIE1931 (Commission Internationale de l'Eclairage) que están permitidas, dentro de los límites establecidos por las longitudes de onda de los láseres, se utilizan moduladores electro-ópticos para variar el brillo de cada láser.
— Es una tecnología muy reciente y aún se está mejorando. Uno de los aspectos donde hay campo de mejora es en la proyección de láseres verdes, actualmente se está intentando proyectar verdes de 520nm, por lo que se ampliaría notablemente el rango de colores que puede representar.

### Inconvenientes
— Debido a la distribución gaussiana del láser inicial (a 430 nm) los flujos láser del alrededor de la matriz poseen menos intensidad (casi nula).
— Se trata de una tecnología que aún se encuentra en fase experimental.

## Aplicaciones
Este tipo de láser podrán aplicarse a campos como la medicina debido a su diminuto tamaño, su flexibilidad y su bajo precio. Junto a la fibra óptica podrían ser utilizados en campos como la dermatología o la detección del cáncer o la diabetes, así como la posibilidad de usarlos en la tecnología denominada lab on a chip.
Pero para el consumidor común el destino de esta tecnología seguramente se encontrara en los televisores o sistemas de representación de imagen, suponiendo así la evolución de los actuales televisores láser y cogiendo el relevo de la pantalla de plasma.

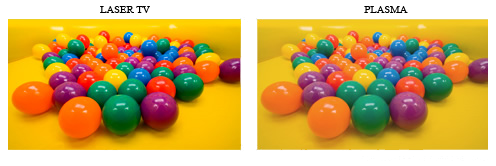
Figura 4. Comparativa entre televisores láser y plasma.